# سان خوان ديل بويرتو
بلدية سان خوان ديل بويرتو (بالإسبانية: San Juan del Puerto) هي بلدية تقع في مقاطعة ولبة التابعة لمنطقة أندلوسيا جنوب إسبانيا.

## الديموغرافيا
بلغ عدد سكان بلدية سان خوان ديل بويرتو 8.374 نسمة عام 2011 (وفقاً للمعهد الوطني الإسباني للإحصاء).
| 5.990 | 5.882 | 6.058 | 6.881 | 7.520 | 8.049 | 8.374 |

## أعلام
- خيسوس كوينتيرو
- ساندرا غارسيا